# الكسندر جراف
الكسندر جراف (بالألمانية: Alexander Graf)‏ هو لاعب شطرنج ألماني، ولد في 25 أغسطس 1962 في طشقند في أوزبكستان.

## وصلات خارجية
- الكسندر جراف على موقع الاتحاد الدولي للشطرنج (الإنجليزية)
- الكسندر جراف على موقع مباريات الشطرنج (الإنجليزية)
- الكسندر جراف على موقع 365Chess.com (الإنجليزية)
- الكسندر جراف على موقع Chesstempo.com (الإنجليزية)
- الكسندر جراف سجل أولمبياد الشطرنج على موقع OlimpBase.org (الإنجليزية)